# Rane Serato Scratch Live
Rane Serato Scratch Live (SL oder SSL) war ein DJ-Programm, welches als sogenannter Vinyl-Emulator und Bestandteil eines Digital Vinyl Systems, der von den Unternehmen Rane Corporation (Hardware) und Serato Audio Research (Software) entwickelt wurde. Dabei wird ein Steuersignal in Form eines analogen Audiosignals von einer Schallplatte oder CD an die Software geleitet. Diese setzt den Code zur Steuerung verschiedener Audio- und Videosignale um. Eine Veränderung des Signals durch eine Vorwärts- oder Rückwärtsbewegung der Schallplatte oder der CD (z. B. durch Scratchen) wirkt sich dabei 1:1 auf die Ausgabe des Audiosignales aus. Zusätzlich beinhaltet die Software Funktionen wie Loop, Cue Points etc. Das über das Steuersignal erstellte Audiosignal wird vom Computer über den USB-Port an die Rane Audiointerfaces gegeben und von diesen als analoges Signal ausgegeben. Die Hardware ist dabei Soundkarte und Dongle für die Software zugleich. Das Produkt ist in 2013 abgekündigt und durch Serato DJ Pro ersetzt worden.

## Software

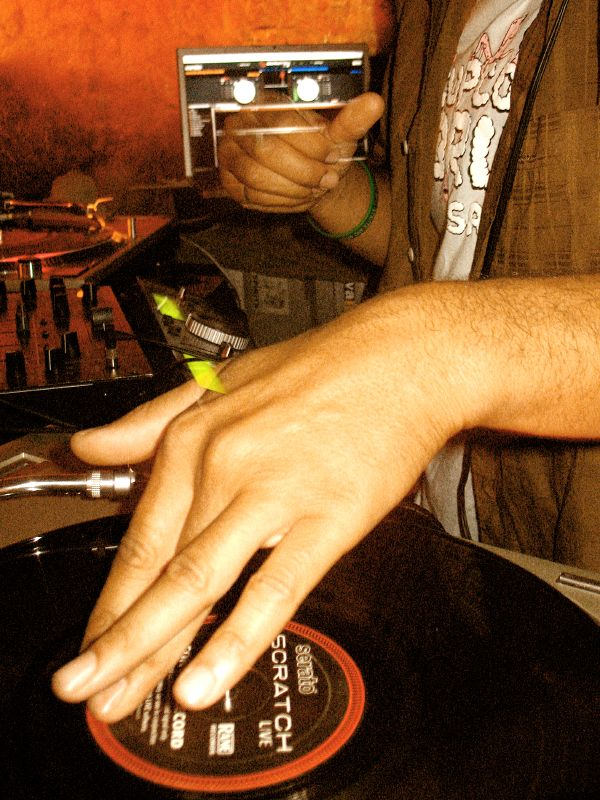
Serato Scratch Live

Scratch Live kann man, auch bevor man die nötige Hardware besitzt, von der offiziellen Homepage herunterladen. So hat man die Möglichkeit, seine Musik zu organisieren und die Software zu konfigurieren. Die Benutzeroberfläche weist dabei jedoch nur einen Player auf, um Musik direkt in der Software vorhören zu können und z. B. CUE-Punkte oder Loops zu setzen. Zusätzlich können die eingepflegten Songs gescannt werden, um mögliche Defekte und Inkompatibilitäten zu erkennen. Erst wenn man die Hardware verbindet, erscheinen zwei virtuelle Decks zum Arbeiten. Eine komplizierte Registrierung, Freischaltung oder Bindung an einen Account ist nicht nötig, da die Hardware den Dongle (und Kopierschutz) darstellt.
Scratch Live besitzt einen Geschwindigkeitszähler (BPM), Echtzeit-Geschwindigkeitsanpassung, bis zu 5 Cue Points und 9 Loops pro Lied und die Einbindung von iTunes-Playlisten. Weitere Funktionen wie ID3-Tag Suche, Sortierung nach verschiedenen Kriterien und eine Coveranzeige sind in dem eigenen Browser auch vorhanden. Jede Funktion von Scratch Live kann auch mit einem MIDI-Gerät gesteuert werden und so die Bedienung erleichtern.
Unterstützte Formate
- MP3 (VBR, ABR, CBR usw.)
- AAC (ohne DRM)
- WAV
- AIFF
- Ogg (Vorbis)
- Apple Lossless

Mit der offiziellen Erweiterung Video-SL (VSL) ist zusätzlich die Ausgabe von Videodateien möglich. Das Plug-in nutzt QuickTime und kann daher weitgehend alle von QuickTime unterstützten Formate nutzen. Zudem ist von Rane ein Mixer namens TTM 57SL erschienen, der den legendären TTM 56 mit Scratch LIVE verbindet. Der Mixer hat die nötige Hardware direkt integriert und ermöglicht das einfache Steuern der Software mit verschiedenen Potentiometern und Knöpfen.
Im September 2012 veröffentlichte Serato eine neue Version der Erweiterung mit dem Namen Serato Video (SV). Dabei wurde zum einen die Performance der Erweiterung verbessert sowie der Umfang an Effekten und Bedienmöglichkeiten vergrößert. Nutzer von Video-SL hatten die Möglichkeit, ihre Lizenz kostenlos zu konvertieren, um damit auf die neuen Funktionen von Serato Video zuzugreifen.

## Hardware

### USB-Audio-Interface
Über ein USB-Audio-Interface wird dem Computer das Steuersignal vom Plattenspieler oder CD-Spieler zugeführt. Auch werden die Signale des Computers hier zurück in ein Audiosignal gewandelt, um diese an das Mischpult weiterzugeben. Mit Serato Scratch Live kompatible Audio-Interfaces sind die von Rane hergestellten SL1, SL2, SL3 und SL4, die man in jedes vorhandene Setup einbauen kann. Des Weiteren sind auch die Tonmischer von Rane (Sixty Eight, Sixty Two, Sixty One und TTM 57SL), in welche ein Audio-Interface schon eingebaut ist, mit Serato Scratch Live kompatibel. Für diese wird kein weiteres Audio-Interface benötigt.
Mit dem Thru Modus des Audio-Interface besteht die Möglichkeit, das analoge Audiosignal der Platten oder CDs direkt an den Tonmischer weiterzugeben. Die Inhalte vorhandener Tonträger können so weiterhin genutzt werden.

### Noisemap Schallplatten und CDs
Die Schallplatten und CDs beinhalten einen speziellen Code, die Serato Noisemap. Es handelt sich hierbei nicht wie bei vergleichbaren Produkten um einen Timecode, sondern um einen auf LFSR basierenden Pseudozufallscode maximaler Länge, welcher zur Positionsbestimmung verwendet wird. Dazu wird das Audiosignal, ähnlich wie beim Fax oder der Datenkassette, akustisch abgegriffen und als Datenstrom interpretiert.